# Kedung Soko
Kedung Soko is een bestuurslaag in het regentschap Nganjuk van de provincie Oost-Java, Indonesië. Kedung Soko telt 1707 inwoners (volkstelling 2010).